# 中建雁栖湖景酒店
中建雁栖湖景酒店（英語：Swan Lake View Hotel），位于北京市怀柔区雁栖湖雁秀路1号。

## 简介
该酒店的前身是1998年成立的鸿达大厦，隶属中国建筑工程总公司。经过两年半的装修改造，2014年全面完工，更名为中建雁栖湖景酒店，2014年8月开业。新的中建雁栖湖景酒店共有297间房间，11个会议室，用餐可同时容纳800人。2014年11月，2014中国APEC峰会举行期间，该酒店成为主办方向前来雁栖湖采访的媒体推荐的两家酒店之一。